# Vojenský pakt
Vojenský pakt je uskupení států, které jsou si blízké ideologicky nebo územně a které společně vytvářejí vojenské instituce.[zdroj⁠?!]

## Důležité vojenské pakty

### Aktivní
- NATO
- OSKB
- ANZUS
- AUKUS

### Zaniklé
- Varšavská smlouva

- CENTO
- SEATO